# David Bloor
David Bloor (nascido em 1942) é um sociólogo britânico. É professor, e diretor formal da Unidade de Estudos de Ciência na Universidade de Edimburgo. Ele é uma pessoa-chave na Escola de Edimburgo e desempenhou uma papel importante no desenvolvimento da área dos estudos de ciência, tecnologia e sociedade.
"David Bloor estudou filosofia e matemática, na Universidade de Keele, e psicologia, na Universidade de Cambridge, ambas na Inglaterra. Nessa última área, concluiu um doutorado na Universidade de Edimburgo, na Escócia. Com um perfil eclético, Bloor já realizou estudos históricos sobre o impacto das preocupações militares na disciplina acadêmica da psicologia experimental e seus últimos trabalhos trataram sobre uma disputa entre cientistas britânicos e alemães a respeito de teorias da aerodinâmica. Atualmente, Bloor é professor emérito da Universidade de Edimburgo.
Apesar de suas pesquisas e estudos em diversas áreas, Bloor ficou conhecido, sobretudo, pelos seus trabalhos em sociologia da ciência. Ao lado de Barry Barnes, é considerado um dos líderes do denominado Programa Forte em Sociologia do Conhecimento. O Programa procurava empoderar a sociologia em sua capacidade de explicar a atividade científica, naquilo que nela poderia ser considerada propriamente atividade intelectual, e não somente naquilo que deveria ser considerado o seu entorno.
O Programa Forte em Sociologia do Conhecimento – ou somente Programa Forte, conforme ficou conhecido – foi desenvolvido na Science Studies Unit (SSU), na Universidade de Edimburgo, fundada pelo professor David Edge, em 1964. Vários professores e pesquisadores fizeram parte deste grupo de pesquisa e de ensino. Entre eles, David Bloor, Barry Barnes, John Henry, Andrew Pickering e Steven Shapin. Durante sua carreira, Bloor foi um dos primeiros diretores da SSU. Na década de 1970, foi o trabalho em conjunto dos pesquisadores da SSU que criou o Programa Forte em Sociologia do Conhecimento. Devido às suas origens, tal movimento ficou também conhecido como Escola de Edimburgo".